# Chicago Blackhawks
De Chicago Blackhawks is een professioneel ijshockeyteam uit Chicago, Illinois. Ze komen uit in de National Hockey League (NHL) en spelen hun thuiswedstrijden in United Center. De Blackhawks zijn actief vanaf 1926 en is een van de "Original Six" van de NHL.

## Geschiedenis
De in 1926 opgerichte Chicago Blackhawks. De meeste spelers van de Blackhawks kwamen voort uit het team de Portland Rosebuds die uitkwamen in de Western Hockey League die werd opgeheven.

### De naam
De Chicago Blackhawks zijn vernoemd naar een opperhoofd genaamd Black Hawk, een belangrijke figuur in de geschiedenis van Illinois. Er zijn veel meer teams die Indianen of zogeheten 'Native Americans' als inspiratie voor hun naam hebben, denk aan de Cleveland Indians, Kansas City Chiefs, Washington Redskins en de Atlanta Braves. Eerder was de spelling van de naam niet duidelijk, soms werd er gebruikgemaakt van Black Hawks en soms van Blackhawks. In 1986 werden er documenten gevonden binnen de club waar de naam uit één woord bestond. Toen besloot men om vanaf dat moment die spelling aan te houden.

### De eerste jaren
Het eerste seizoen van de Blackhawks was een redelijk seizoen. De aanvallers van lijn 1, Mickey MacKay, Babe Dye en Dick Irvin eindigden allemaal hoog in de topscorerslijst. Chicago verloor bij zijn eerste play-off deelname in 1927 van de Boston Bruins, hierna werd hoofdcoach Pete Muldoon ontslagen en hij zou volgens Jim Coleman, een schrijver van de Toronto Globe and Mail gezegd hebben dat de Blackhawks nooit als eerste zouden eindigen. In die tijd werd een eerste plaats ook als een grote prestatie gezien en telde niet alleen de Stanley Cup.
In het seizoen 1927-1928 hadden de Blackhawks de slechtste score van de competitie. In 1931 was dat weer helemaal anders toen ze de finale van de Stanley Cup bereikten. De Montreal Canadiens waren toen te sterk. In 1932 hadden de Blackhawks weer een goed seizoen maar dat mondde niet uit in successen in de play-offs. In 1934 veranderde dat, Chicago won zijn eerste Stanley Cup door in de finale de Detroit Red Wings te verslaan. Mede dankzij Paul Thompson die 20 maal scoorde en doelman Charlie Gardiner die gemiddeld nog geen twee doelpunten per wedstrijd tegen kreeg. Tragisch genoeg stierf Gardiner twee maanden na het einde van het seizoen aan een amandelinfectie.
De drie jaar daarop bleef het succes uit, in 1938 werd verwacht dat Chicago het lachertje van de competitie zou worden. Ze haalden op het nippertje de play-offs en versloegen de Montreal Canadiens en de New York Americans in extra tijd in de beslissingswedstrijd van beide series. In de Stanley Cup finale ontmoetten de Blackhawks de Toronto Maple Leafs. Omdat doelman Mike Karakas van Chicago geblesseerd was haalden de Blackhawks een doelman van een lagere divisie die geen NHL-ervaring had uit een bar en zetten hem op het ijs. Alfie Moore speelde twee wedstrijden en kreeg twee doelpunten tegen. De Blackhawks wonnen de Stanley Cup en hebben nog steeds een record daarmee in handen. Ze zijn het team met het slechtste seizoen ooit dat toch de Stanley Cup won.

#### De Vloek van Pete Muldoon
Na het verlies in de play-offs tegen de Boston Bruins werd coach Pete Muldoon ontslagen door de toenmalige eigenaar Frederic McLaughlin. Een schrijver voor de Toronto Globe and Mail, Jim Coleman, schreef toen dat Pete Muldoon de Blackhawks vervloekte door te zeggen "De Blackhawks zullen nooit eerste worden!". Dit hield lang stand, de 'Hawks wonnen in 1934, 1938 en 1961 de Stanley Cup maar ze wisten nooit hun divisie te winnen. In 1967 kwam er een einde aan de vloek. De Blackhawks werden eerste maar verloren in de halve finale van de Stanley Cup van de Toronto Maple Leafs.
In 1943 werd het verhaal van de vloek voor het eerst uitgebracht door Jim Coleman en in 1967, na de divisiewinst van de Blackhawks gaf hij toe de vloek te hebben verzonnen vanwege een schrijversblok. Sinds hun winst van de Stanley Cup in 1961 werden ze 14 keer eerste in hun divisie en kwamen 5 keer in de finale van de Stanley Cup. Pas in 2010 werd de finale gewonnen. 

### De Original Sixperiode (1942-1967)
Toen er nog zes teams in de NHL waren, namelijk de Chicago Blackhawks, de Detroit Red Wings, Montreal Canadiens, Boston Bruins, New York Rangers en de Toronto Maple Leafs, ging de competitie wel gewoon verder. In 1944 stonden de Blackhawks weer in de finale doordat de aanvalslinie met Doug Bentley, Bill Mosienko en Clint Smith ze op sleeptouw namen. Nadat ze in de halve finale de Detroit Red Wings verslagen hadden, verloren ze met 4-0 van de Montreal Canadiens. Mosienko heeft nog steeds het record voor snelste hattrick in de NHL, namelijk 21 seconden.
Toen eigenaar Frederic McLaughlin kwam te overlijden in 1944, hadden de 'Hawks geen leider meer en ging het bergafwaarts met als dieptepunt de jaren 50, toen ze bijna bankroet waren. De jaren daarna was Chicago niet goed genoeg om de play-offs te halen, in de 13 jaar tussen 1945 en 1958 haalden ze de play-offs slechts tweemaal.
Arthur Wirtz en James D. Norris namen het team onder controle en de Blackhawks klommen uit de financiële problemen. Een van de eerste dingen die de nieuwe eigenaren deden was Tommy Ivan als algemeen directeur aanwijzen. In de late jaren 50 haalden de Blackhawks de latere supersterren Bobby Hull, Stan Mikita en verdediger Pierre Pilote binnen, net als de goalie Glenn Hall van Detroit. Alle vier zouden ze uiteindelijk in de Hockey Hall of Fame terechtkomen.
Na twee keer tot de tweede ronde in de play-offs te zijn gekomen, in 1959 en 1960, waarin ze twee keer door de latere kampioen Montréal werden verslagen, werd verwacht dat de Canadiens ook in 1961 te sterk zouden zijn in de halve finale. Chicago won echter in zes wedstrijden de serie. Vervolgens versloegen ze de Red Wings en wonnen hun recentste Stanley Cup.
Chicago zou nog twee keer de finale van de Stanley Cup halen, maar verloor die allebei van een Canadese tegenstander. In 1962 waren de Maple Leafs te sterk en in 1965 gold hetzelfde voor wederom de Montreal Canadiens. Chicago bleef aan de top in de NHL in die periode, mede dankzij vier seizoenen waarin Bobby Hull vijftig keer tot scoren kwam. De spelers van Chicago lieten in die periode zien waarom zij volgens velen Hall of Famemateriaal waren. Mikita won een aantal achtereenvolgende prijzen, Pilote pakte drie keer achter elkaar de James Norris Trophy en doelman Hall werd in 8 van de 9 seizoenen benoemd tot eerste of tweede All-Star goalie.
In het laatste jaar van de Original Sixperiode werden de Hawks eerste, wat de eerdergenoemde vloek van Muldoon doorbrak. Toronto bleek in de playoffs echter te sterk en won de Stanley Cup.

### De jaren na de uitbreiding (1967-2000)
Na de uitbreiding vertrok Hall naar de St. Louis Blues in 1967 en in 1969 misten de Blackhawks voor het eerst de play-offs sinds 1958, pas in 1998 zouden ze de play-offs opnieuw niet redden. In 1967 ruilden de Blackhawks met de Boston Bruins. Phil Esposito, Ken Hodge en Fred Stanfield vertrokken naar Boston in ruil voor Pit Martin, Jack Norris en Gilles Marotte. Martin zou enkele goede seizoenen kennen bij Chicago maar Esposito, Hodge en Stanfield leidden de Bruins naar de top van de competitie en ze pakten tweemaal de Stanley Cup. Bij de Bruins groeide Esposito uit als een speler die later in de NHL Hockey Hall of Fame terecht zou komen.
In 1971 kreeg Chicago een meevaller. Ze werden verplaatst naar de West Division waar ze ineens het sterkste team werden. Ze werden relatief gemakkelijk eerste met het jongere broertje van Phil Esposito, doelman Tony Esposito in de gelederen die de Calder Memorial Trophy voor rookie van het jaar won een jaar eerder. Ook hadden ze Dennis Hull, het jongere broertje van Bobby, en Pat Stapleton, Bill White en Mikita in het team en ze haalden weer de finale van de Stanley Cup en wederom werd er verloren van de Montreal Canadiens.
Tot grote spijt van de Blackhawks verliet Bobby Hull het team in 1972 omdat hij vond dat hij te weinig betaald kreeg, hij ging naar de Winnipeg Jets, die uitkwamen in de World Hockey Association voor een miljoen dollar. André Lacroix die ook maar weinig speelminuten kreeg bij Chicago vertrok ook naar de Jets en ze werden twee grote sterren binnen de WHA. Toch haalden de Blackhawks weer de finale maar verloren weer van Montréal. Stapleton vertrok daarna ook en het team werd minder en minder.
De Blackhawks werden vier keer achter elkaar eerste of tweede in de West Division en haalden de jaren 70 elke keer de play-offs maar een echte kandidaat voor de Stanley Cup werden ze niet meer, ze verloren zelfs 16 keer achter elkaar een play-offwedstrijd. Het team uit Chicago haalde Bobby Orr van de Boston Bruins binnen in 1976, maar wegens problemen met zijn gezondheid moest hij bijna het hele jaar vanaf de zijlijn toekijken en hij stopte in 1979; Stan Mikita deed hetzelfde het jaar daarop na 22 jaar in Chicago. Dat is de op drie na langste periode dat een speler bij een club zat in de historie van de NHL.
In 1982 slopen de Blackhawks de play-offs binnen als vierde geplaatste van de Norris Division. Denis Savard die pas voor zijn tweede jaar in de NHL speelde maakte 32 goals en verzamelde 119 punten en Doug Wilson maakte 39 goals, mede daardoor versloegen ze de St. Louis Blues en de Minnesota North Stars om vervolgens te verliezen van de Vancouver Canucks. Het jaar erop bewees Chicago zich opnieuw door wederom tot de derde ronde door te dringen waarin werd verloren van de latere kampioen de Edmonton Oilers. Na een slecht jaar in 1984 kwamen de 'Hawks de Oilers in de derde ronde van de playoffs weer tegen in 1985 en weer werd er verloren.
In 1986 vond iemand de papieren terug waaruit bleek dat de officiële naam van het team de Blackhawks was en niet de Black Hawks. Laat in de jaren 80 drongen de Blackhawks nog steeds elk jaar door tot de playoffs maar iedere keer vlogen ze er al vroeg uit.
In 1989, na drie keer achter elkaar in de eerste ronde te zijn verslagen kwamen ze in de finale van hun conference in het eerste jaar van doelman Ed Belfour en centrale aanvaller Jeremy Roenick. Wederom zouden ze de finale van de Stanley Cup niet halen, ditmaal omdat ze verloren van de latere kampioen, de Calgary Flames.
Het seizoen erop bewezen de Blackhawks zich weer door weer in de derde ronde te belanden maar deze keer waren de Edmonton Oilers te sterk. In 1991 waren de Minnesota North Stars de winnaar na zes wedstrijden in de eerste ronde en weer kwam er een einde aan de Stanley Cup aspiraties van de Blackhawks. In 1992, met Roenick (die 53 keer tot scoren kwam) en Chris Chelios die overgekomen was uit Montréal haalden de Blackhawks weer de finale van de Stanley Cup. Daar kwamen ze Mario Lemieux en de Pittsburgh Penguins tegen en die bleken veel te sterk, na vier wedstrijden was het gedaan.
Toen Ed Belfour met de Blackhawks in 1993 een seizoen met 40 overwinningen neerzette leek Chicago weer ver te komen maar in de eerste ronde maakte St. Louis korte metten met de ploeg uit de Windy City.
In 1994 vertrok Chicago uit het oude Chicago Stadium en ging naar het nieuwe United Center waar de ploeg nog steeds zijn thuiswedstrijden speelt. In 1995 werd het seizoen ingekort maar Bernie Nichols en Joe Murphy scoorden allebei 20 keer in 48 wedstrijden en Chicago kwam weer in de conferences finales maar verloor van de Detroit Red Wings.
Roenick, Belfour en Chelios vertrokken alle drie in een ruildeal en in 1998 misten de Blackhawks weer de playoffs, voor het eerst in 29 jaar. Waarmee ze bijna het record van het vaakst achter elkaar de playoffs halen van de Boston Bruins braken.

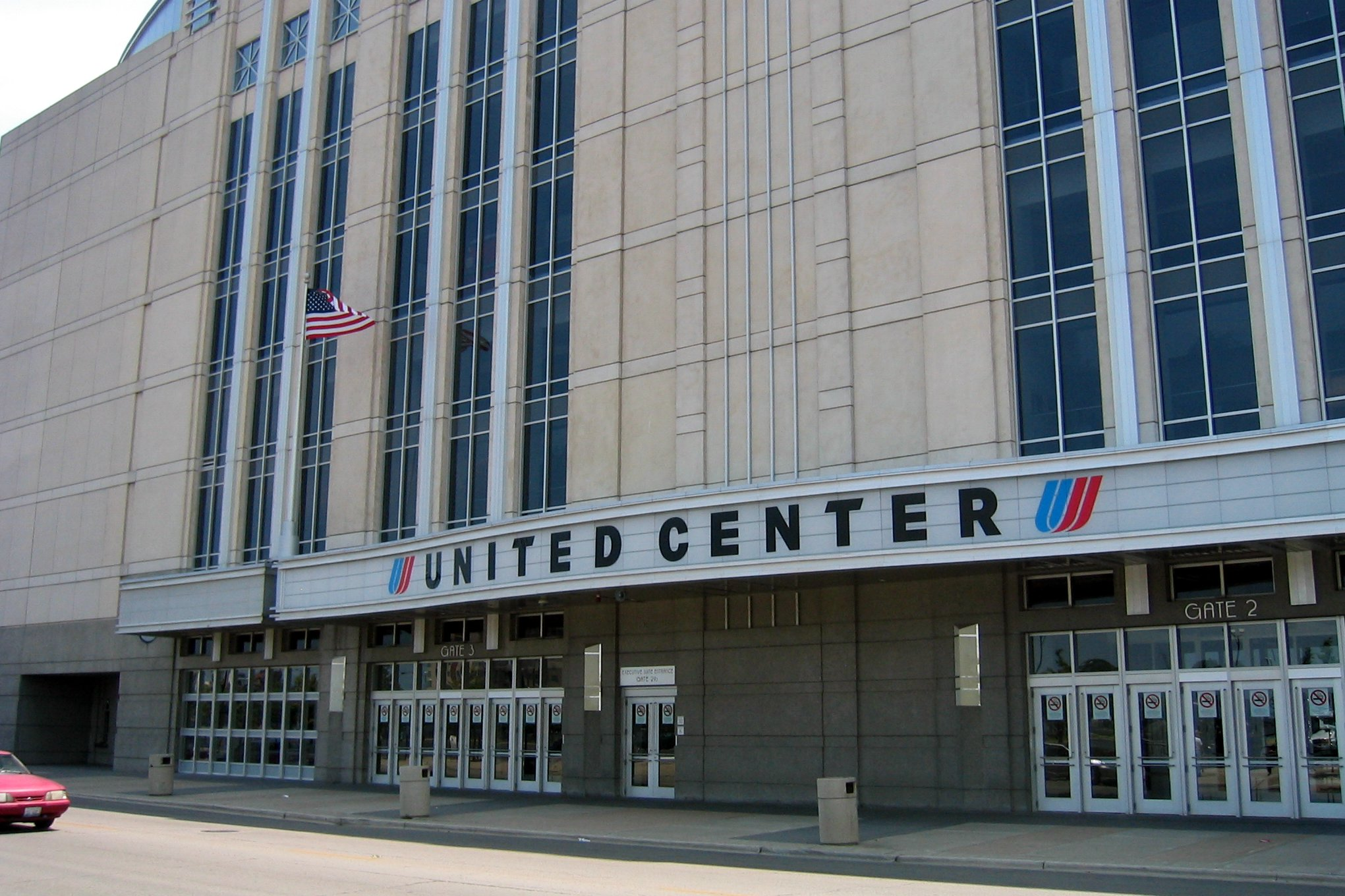
United Center

### De 21e eeuw
In de 21e eeuw waren Eric Daze, Alexei Zhamnov en Tony Amonte de rijzende sterren van Chicago. Toch zou Chicago vier jaar achtereenvolgens de playoffs mislopen totdat ze in 2002 in de eerste ronde uitgeschakeld werden.
Amonte vertrok naar de Phoenix Coyotes in 2002 en in 2003 zou Chicago wederom de playoffs mislopen. Het seizoen 2004-2005 wat bekendstaat om de lockout werd door de nieuwe Algemeen Directeur Dale Tallon gebruikt om het team te herstructureren. Er werden nieuwe spelers gehaald van wie Nikolai Khabibulin, de doelman, en de verdediger Adrian Aucoin het meest noemenswaardig zijn. De twee nieuwe aanwinsten werden echter door blessures geplaagd en de Blackhawks draaiden bedroevend slecht. In 2004 noemde sportzender ESPN de Blackhawks zelfs de slechtste club in de professionele sportwereld. De enige beloning die de Blackhawks kregen voor hun slechte seizoen was de draftpick Jonathan Toews. Tallon haalde op 11 juli 2006 ook nog linkeraanvaller Martin Havlat en centrale aanvaller Bryan Smolinski binnen in een ruildeal waarbij de Ottawa Senators en de San Jose Sharks ook betrokken waren. Het was een ingewikkelde deal waarbij Mark Bell naar de Sharks ging terwijl Michal Barinka en een draft pick in de tweede ronde van de draft van 2008 naar de Senators ging. Terwijl Ottawa ook nog Tom Preissing en Josh Hennessey van San Jose overnam. Ondanks deze ruil bleven de successen uit tot het seizoen 2008/2009. Vooraf aan het seizoen werd Tuomo Ruutu geruild tegen Andrew Ladd van de Carolina Hurricanes en werden keeper Christobal Huet en verdediger Brian Campbell aangetrokken. Ook werd Scotty Bowman werd toegevoegd aan de organisatie als Senior Advisor of Hockey Operations. Na een ietwat tegenvallende seizoenstart werd coach Denis Savard vervangen door Joel Quenneville. Onder zijn leiding speelden de Blackhawks een uitstekend en memorabel seizoen. Zo werd in december het winning-streak clubrecord gebroken met 9 opeenvolgende gewonnen wedstrijden. Op 1 januari werd de Winter Classic 2009 gehouden op het Wrigley Field in Chicago, waar de Blackhawks een openluchtwedstrijd speelden tegen de Detroit Red Wings (6-4 winst voor Detroit). De Blackhawks eindigden het seizoen met 104 punten, waarmee ze voor het eerst in 17 jaar meer dan 100 punten haalden. De 104 punten waren goed voor een 4e plaats in de Western Conference, waarmee voor het eerst sinds het seizoen 2001-2002 de play-offs weer gehaald werden. In de play-offs werden achtereenvolgens de Calgary Flames en Vancouver Canucks verslagen, maar in de Western Conference Finals bleken de Detroit Red Wings toch een maatje te groot te zijn.

### Het seizoen 2009-2010
Voor het seizoen 2009-2010 wordt aanvaller Marian Hossa van de Detroit Red Wings aangetrokken. Hossa krijgt een 12-jarig contract met een waarde van 62,8 miljoen dollar. Naast Hossa worden ook Tomas Kopecky en John Madden aangetrokken. De Chicago Blackhawks beginnen het seizoen in Helsinki, in het kader van de NHL première 2009. Daar worden twee wedstrijden tegen de Florida Panthers gespeeld (3-4-verlies na shootout en 4-0 winst). Het seizoen verloopt verder zeer voorspoedig. De Blackhawks sluiten het seizoen af met 112 punten en 52 overwinningen, waarvan 23 overwinningen als uitspelend team (allemaal clubrecords) en winnen de Central Division voor het eerst in 17 jaar. In de play-offs worden achtereenvolgens de Nashville Predators (4-2), de Vancouver Canucks (4-2), en de San Jose Sharks (4-0) verslagen. In de Stanley Cup finale zijn de Blackhawks ook te sterk voor de Philadelphia Flyers (4-2), waardoor de Blackhawks na 49 jaar weer de Stanley Cup winnen. Jonathan Toews krijgt de Conn Smythe Trophy voor waardevolste speler tijdens de playoffs.

## Prijzen
- Stanley Cup (6) – 1934, 1938, 1961, 2010, 2013, 2015
- Presidents' Trophy (2) – 1991, 2013
- Clarence S. Campbell Bowl (4) – 1971, 1972, 1973, 1992
- Prince of Wales Trophy (2) – 1967, 1970

## Play-offoptreden
- 2016 – Eerste ronde (St. Louis Blues)
- 2015 – Winnaar Stanley Cup (Tampa Bay Lightning)
- 2014 – Derde ronde (Los Angeles Kings)
- 2013 – Winnaar Stanley Cup (Boston Bruins)
- 2012 – Eerste ronde (Phoenix Coyotes)
- 2011 – Eerste ronde (Vancouver Canucks)
- 2010 – Winnaar Stanley Cup Philadelphia Flyers
- 2009 – Derde ronde Detroit Red Wings
- 2008 – play-offs niet gehaald
- 2007 – play-offs niet gehaald
- 2006 – play-offs niet gehaald
- 2004 – play-offs niet gehaald
- 2003 – play-offs niet gehaald
- 2002 – Eerste ronde (St. Louis Blues)
- 2001 – play-offs niet gehaald
- 2000 – play-offs niet gehaald
- 1999 – play-offs niet gehaald
- 1998 – play-offs niet gehaald
- 1997 – Eerste ronde (Colorado Avalanche)
- 1996 – Tweede ronde (Colorado Avalanche)
- 1995 – Derde ronde (Detroit Red Wings)

## Spelers

### Bekende spelers
- Bobby Hull (1957-1972)
- Pierre Pilote (1957-1968)
- Stan Mikita (1958-1980)
- Tony Esposito (1969-1984)
- Denis Savard (1980-1990 & 1995-1997)
- Steve Larmer (1980-1993)
- Jeremy Roenick (1989-1996)
- Chris Chelios (1990-1999)
- Tony Amonte (1994-2002)

### Teruggetrokken nummers
- 1 – Glenn Hall
- 3 – Pierre Pilote & Keith Magnuson
- 9 – Bobby Hull
- 18 – Denis Savard
- 21 – Stan Mikita
- 35 – Tony Esposito
- 99 – Wayne Gretzky (verboden te dragen in de gehele NHL)

### Huidige team
Bijgewerkt tot 16 oktober 2021 
| #  | Naam                | Nationaliteit    | Pos. |
| -- | ------------------- | ---------------- | ---- |
| 13 | Henrik Borgstrom    | Finland          | C    |
| 22 | Ryan Carpenter      | Verenigde Staten | C    |
| 77 | Kirby Dach          | Canada           | C    |
| 12 | Alex DeBrincat      | Verenigde Staten | LW   |
| 58 | MacKenzie Entwistle | Canada           | RW   |
| 11 | Adam Gaudette       | Verenigde Staten | C    |
| 38 | Brandon Hagel       | Canada           | LW   |
| 90 | Tyler Johnson       | Verenigde Staten | C    |
| 88 | Patrick Kane        | Verenigde Staten | RW   |
| 16 | Jujhar Khaira       | Canada           | LW   |
| 8  | Dominik Kubalik     | Tsjechië         | LW   |
| 23 | Philipp Kurashev    | Zwitserland      | C    |
| 17 | Dylan Strome        | Canada           | C    |
| 19 | Jonathan Toews      | Canada           | C    |
| 44 | Calvin de Haan      | Canada           | D    |
| 32 | Erik Gustafsson     | Zweden           | D    |
| 82 | Caleb Jones         | Verenigde Staten | D    |
| 4  | Seth Jones          | Verenigde Staten | D    |
| 48 | Wyatt Kalynuk       | Canada           | D    |
| 6  | Jake McCabe         | Verenigde Staten | D    |
| 51 | Ian Mitchell        | Canada           | D    |
| 5  | Connor Murphy       | Verenigde Staten | D    |
| 61 | Riley Stillman      | Canada           | D    |
| 29 | Marc-André Fleury   | Canada           | GK   |
| 32 | Kevin Lankinen      | Finland          | GK   |

## NHL individuele prijzen en trofeeën
Divisie kampioen
1933-1934, 1937-1938, 1960-1961, 1966-1967, 1969-1970, 1970-1971, 1971-1972, 1972-1973, 1991-1992, 2009-2010
Hart Memorial Trophy
- Max Bentley: 1945-1946
- Al Rollins: 1953-1954
- Bobby Hull: 1964-1965, 1965-1966
- Stan Mikita: 1966-1967, 1967-1968

Art Ross Trophy
- Roy Conacher 1948-1949
- Bobby Hull 1959-1960, 1961-1962, 1965-1966
- Stan Mikita 1963-1964, 1964-1965, 1966-1967, 1967-1968

Conn Smythe Trophy
- Jonathan Toews: 2009-2010

James Norris Memorial Trophy
- Pierre Pilote 1962-1963, 1963-1964, 1964-1965
- Doug Wilson 1981-1982
- Chris Chelios 1992-1993, 1995-1996

Vezina Trophy
- Chuck Gardiner 1931-1932, 1933-1934
- Lorne Chabot 1934-1935
- Glenn Hall: 1962-1963
- Glenn Hall & Denis DeJordy 1966-1967
- Tony Esposito 1969-1970, 1973-1974 (samen met Bernie Parent van de Philadelphia Flyers)
- Tony Esposito & Gary Smith 1971-1972
- Ed Belfour 1990-1991, 1992-1993

Calder Memorial Trophy
- Cully Dahlstrom 1937-1938
- Ed Litzenberger 1954-1955
- Bill Hay 1959-1960
- Tony Esposito 1969-1970
- Steve Larmer 1982-1983
- Ed Belfour 1990-1991
- Patrick Kane 2007-2008

Frank J. Selke Trophy
- Dirk Graham 1990-1991

William M. Jennings Trophy
- Ed Belfour 1990-1991, 1992-1993, 1994-1995

Bill Masterton Memorial Trophy
- Pit Martin 1969-1970
- Bryan Berard 2003-2004

Lady Byng Memorial Trophy
- Elwyn Rohmes 1935-1936
- Max Bentley 1942-1943
- Clint Smith 1943-1944
- Bill Mosienko 1944-1945
- Ken Wharram 1963-1964
- Bobby Hull 1964-1965
- Stan Mikita 1966-1967, 1967-1968

Jack Adams Award
- Orval Tessier 1982-1983

Lester Patrick Trophy
- Bobby Hull 1968-1969
- Tommy Ivan 1974-1975
- Stan Mikita 1975-1976
- Phil Esposito 1977-1978
- Bill Wirtz 1977-1978
- Bobby Orr 1978-1979
- Arthur M. Wirtz 1984-1985

## Chicago Blackhawks Individuele Records
- Meeste goals in een seizoen: Bobby Hull (58)
- Meeste assists in een seizoen: Denis Savard (87)
- Meeste punten in een seizoen: Denis Savard (131)
- Meeste minuten op de strafbank in een seizoen: Mike Peluso, (408)
- Meeste punten in een seizoen voor een verdediger: Doug Wilson, (85)
- Meeste punten in een seizoen voor een rookie: Steve Larmer (90)
- Meeste overwinningen in een seizoen: Ed Belfour (43)
- Meeste shutouts in een seizoen: Tony Esposito, (15)